# Kutná Hora
Kutná Hora ([ˈkutnaː ˈɦora]ⓘ) es una ciudad y capital del distrito homónimo, en la región de la Bohemia Central, República Checa.

## Historia
Esta ciudad tiene su origen en las minas de plata que hay en sus cercanías. La explosión económica del siglo XIII dio gran relevancia a esta ciudad, que llegó a competir con Praga en poder económico, cultural y político hasta bien entrado el siglo XVI. El citado boom económico fue debido en gran parte al título otorgado a las minas por Wenceslao II de Bohemia: Ius Regale Montanorum. En el documento que otorgaba el título se especificaban los términos administrativos y técnicos en los que habrían de explotarse las mismas.
En 1420 el emperador Segismundo estableció en la ciudad la base militar desde donde atacar a los taboritas durante las guerras husitas. Esta campaña militar acabó con la toma de la ciudad por Jan Žižka, conociendo entonces la ciudad otro periodo de esplendor económico. Después de la reconciliación de las partes contendientes, la ciudad fue incendiada por las tropas imperiales para evitar que volviese a caer en manos de los taboritas. En 1485 fue la sede de la Dieta que zanjó las últimas diferencias entre utraquistas y católicos.
A lo largo del siglo XVI distintos hechos dieron lugar al comienzo del declive de la ciudad. Las minas se inundaron en 1541 y la insurrección de Bohemia contra Fernando I de Habsburgo hizo que la ciudad perdiera sus privilegios. La Guerra de los Treinta Años y varias epidemias de peste contribuyeron a que la ciudad perdiese definitivamente toda la importancia que había tenido en el pasado.
Hacia 1900 tenía contabilizada una población de 14 799 habitantes.

## Economía
La explotación de las minas data al menos del siglo X, pues se han hallado dínares de plata de finales de la centuria en el asentamiento de Malín, que en la actualidad forma parte de la ciudad.

## Ciudad monumental
El centro histórico de Kutná Hora fue declarado Patrimonio de la Humanidad por la Unesco en 1995, destacando en él la Iglesia de Santa Bárbara y la Catedral de Nuestra Señora en Sedlec.
- Casa de Piedra.
- Capilla del Corpus Christi.
- Castillo Real, también conocido como Patio Italiano.
- Claustro de las Ursulinas de 1735.
- Colegiata de Santiago.
- Colegio de los Jesuitas.
- Columna votiva de la peste.
- Fuente de Piedra.
- Iglesia de Santa Bárbara, realizada entre 1388 y 1905.
- Iglesia de San Jacobo.
- Iglesia de San Juan Nepomuceno.

## Barrio de Sedlec
Sedlec es un suburbio de la ciudad donde se encuentran algunos de los monumentos más importantes de la misma:
- Capilla funeraria de Todos los Santos con su osario.
- Iglesia de la Asunción de Nuestra Señora y San Juan el Bautista.

## Galería fotográfica

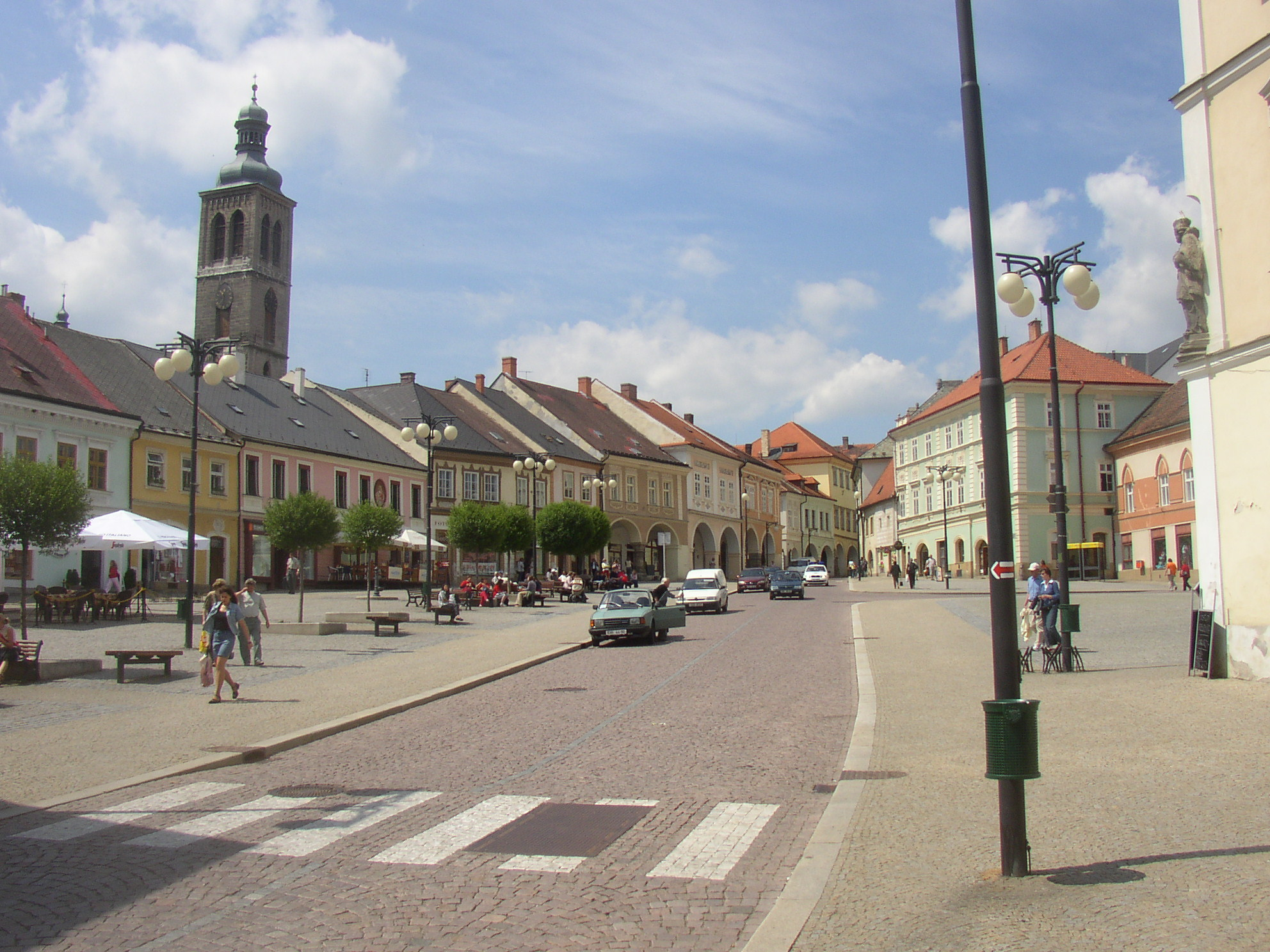
Plaza Mayor.
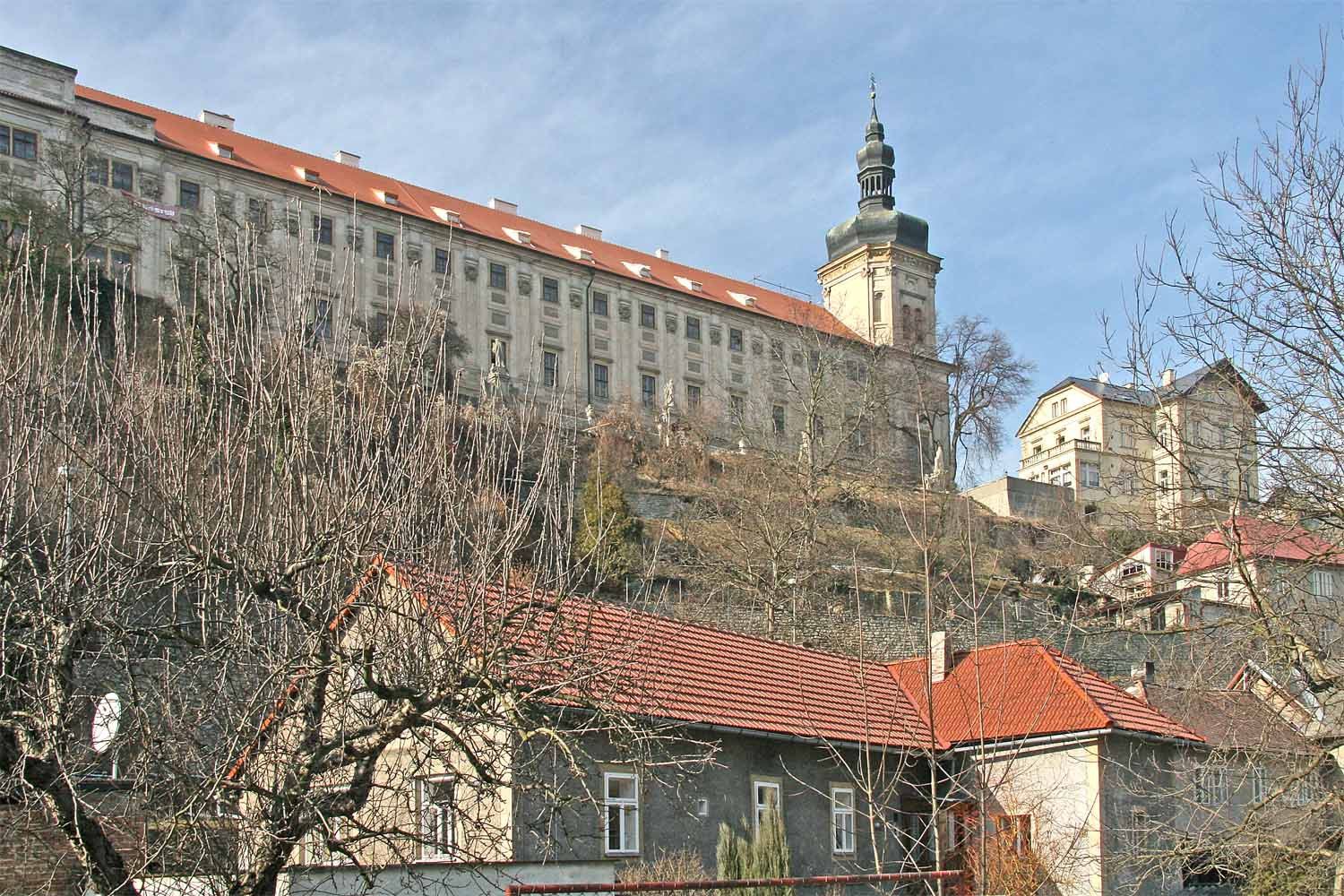
Colegio Jesuita.
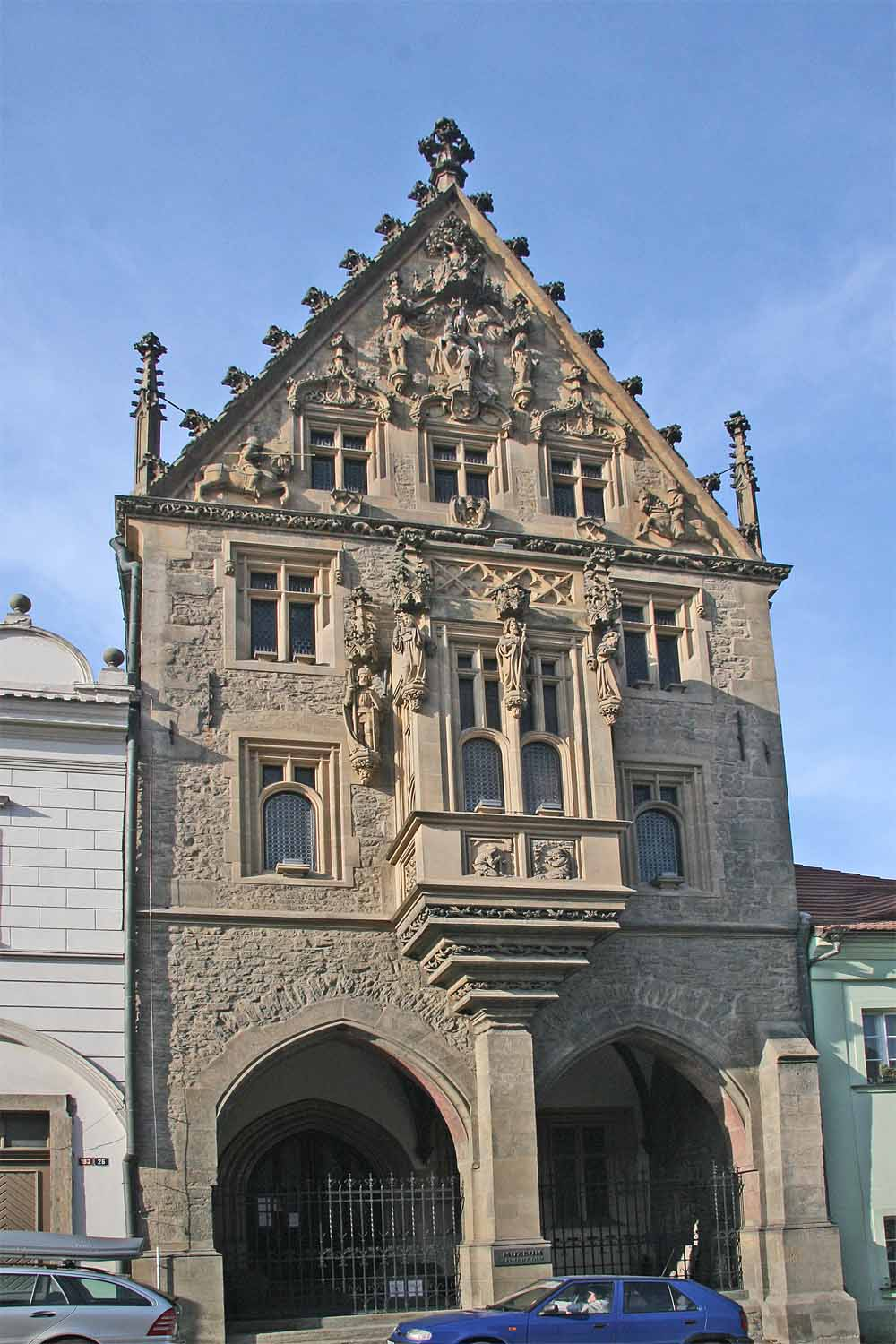
Casa de Piedra.
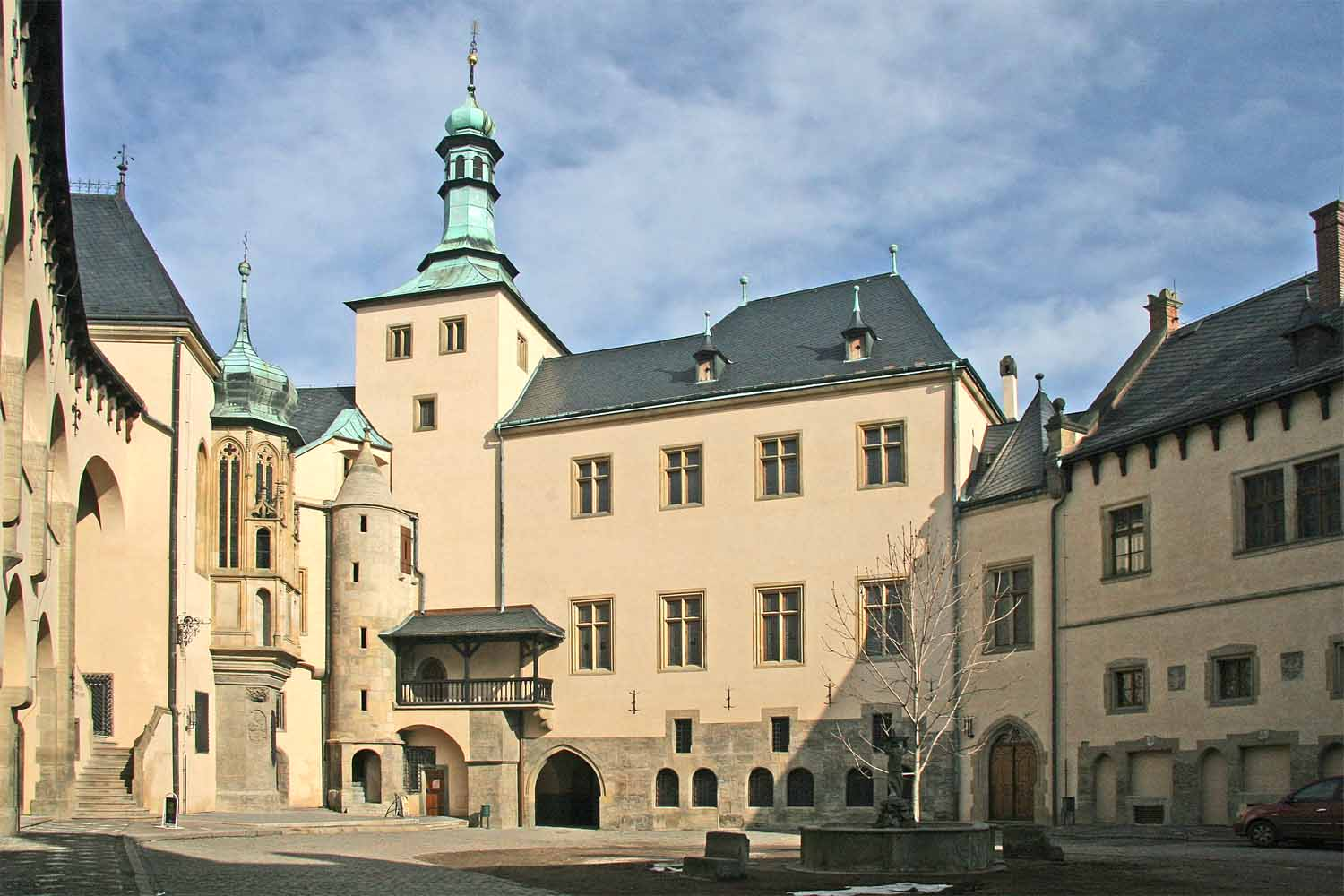
Patio italiano.
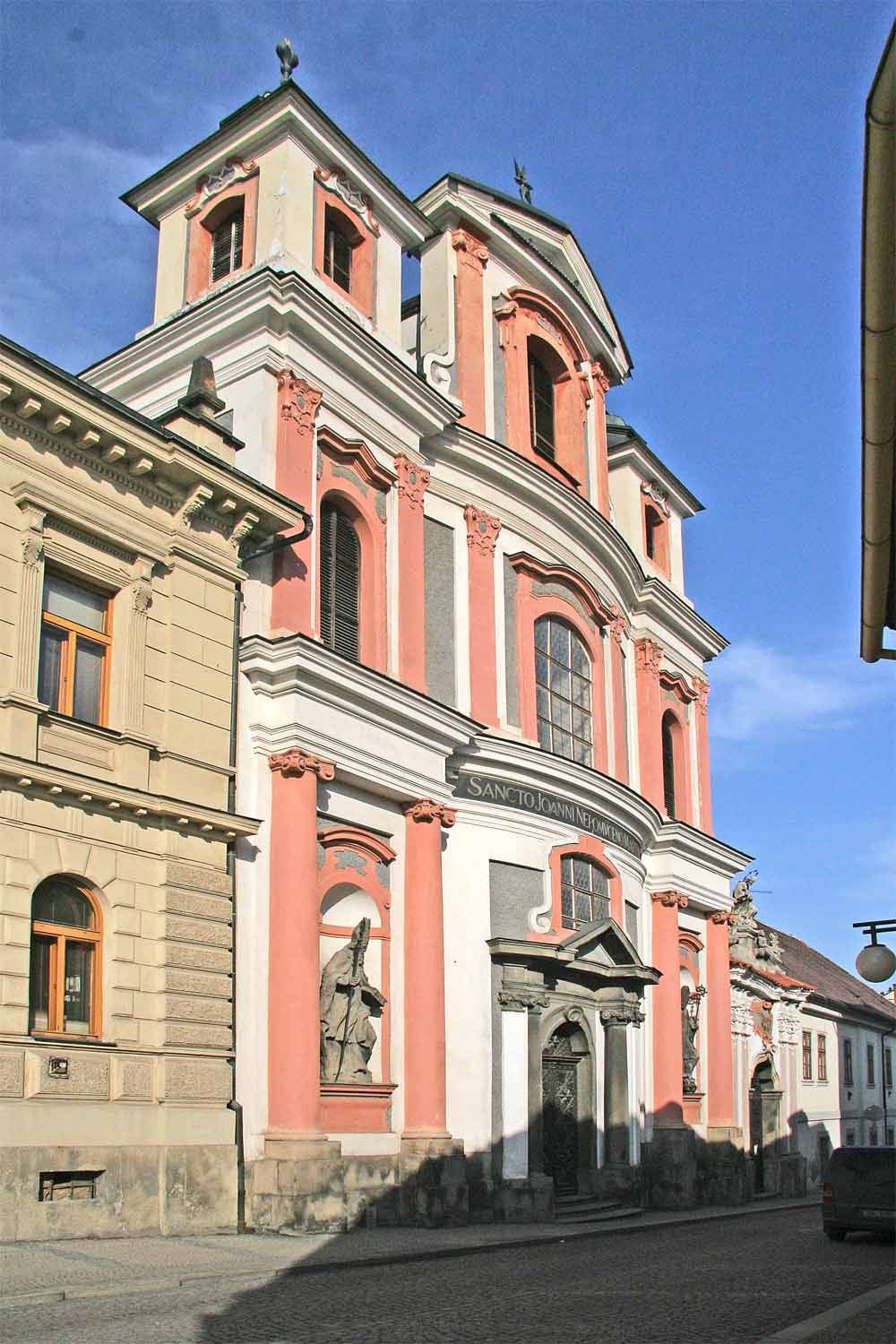
Iglesia de San Juan Nepomuceno.
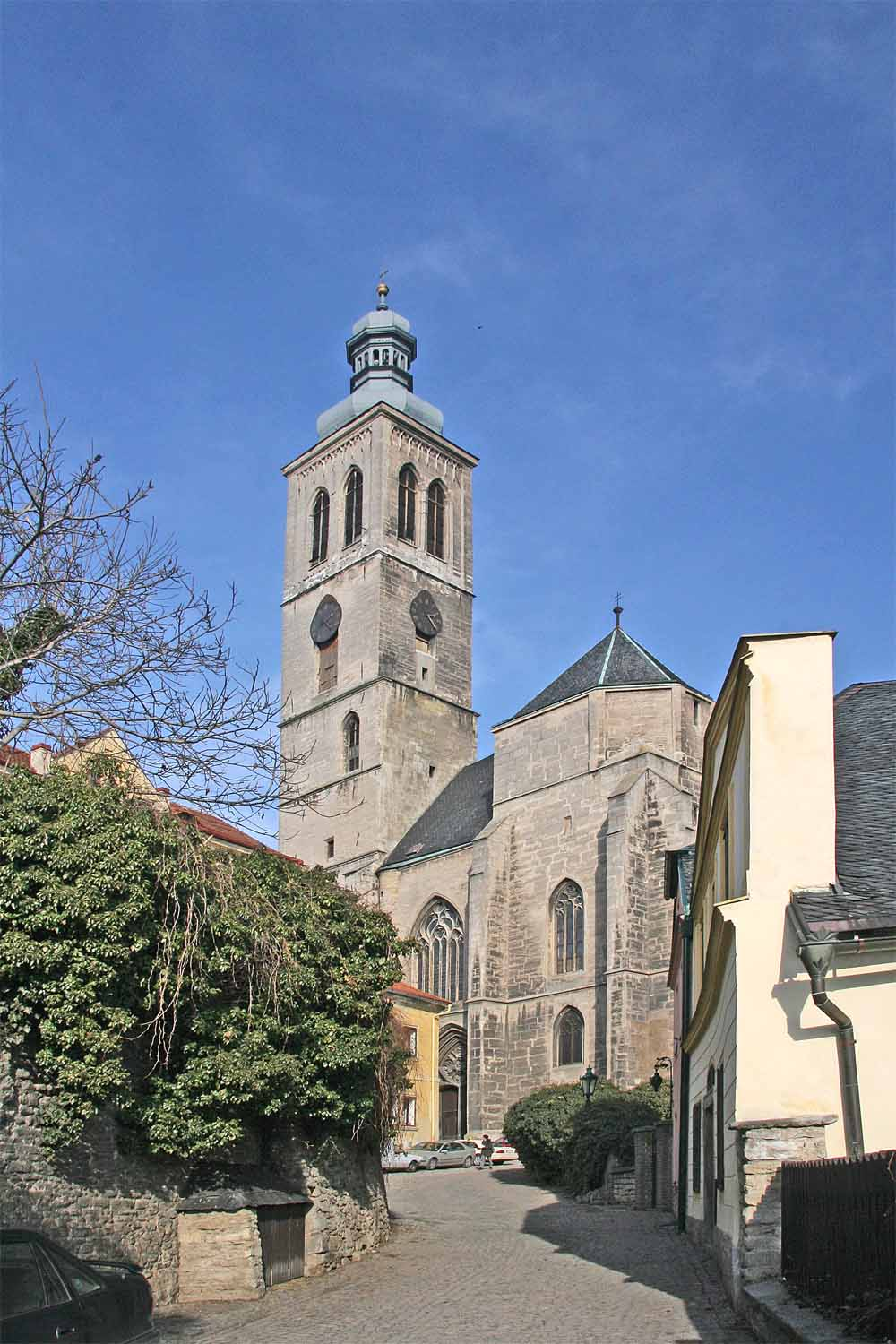
Iglesia de San Jacobo.
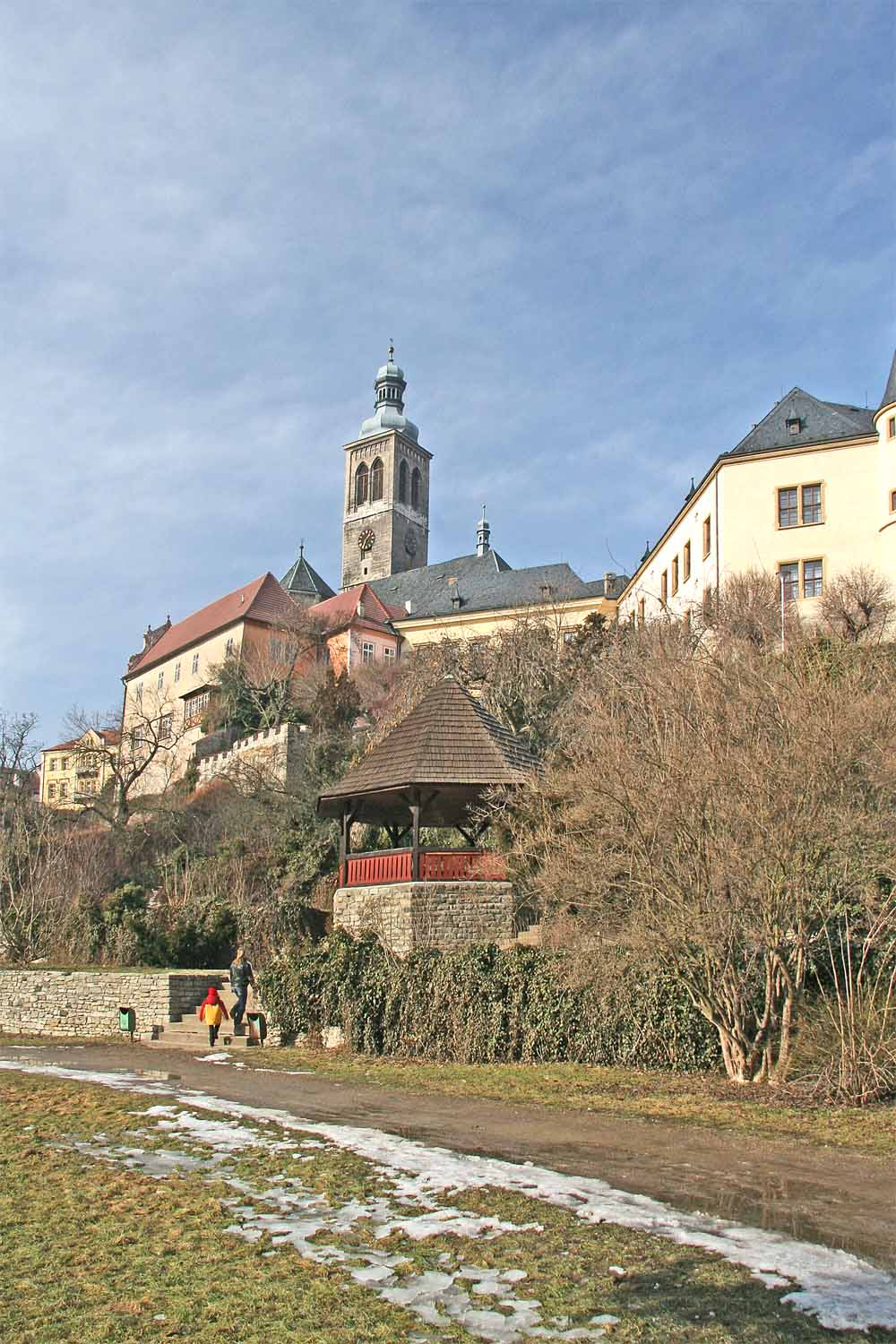
Iglesia de San Jacobo.
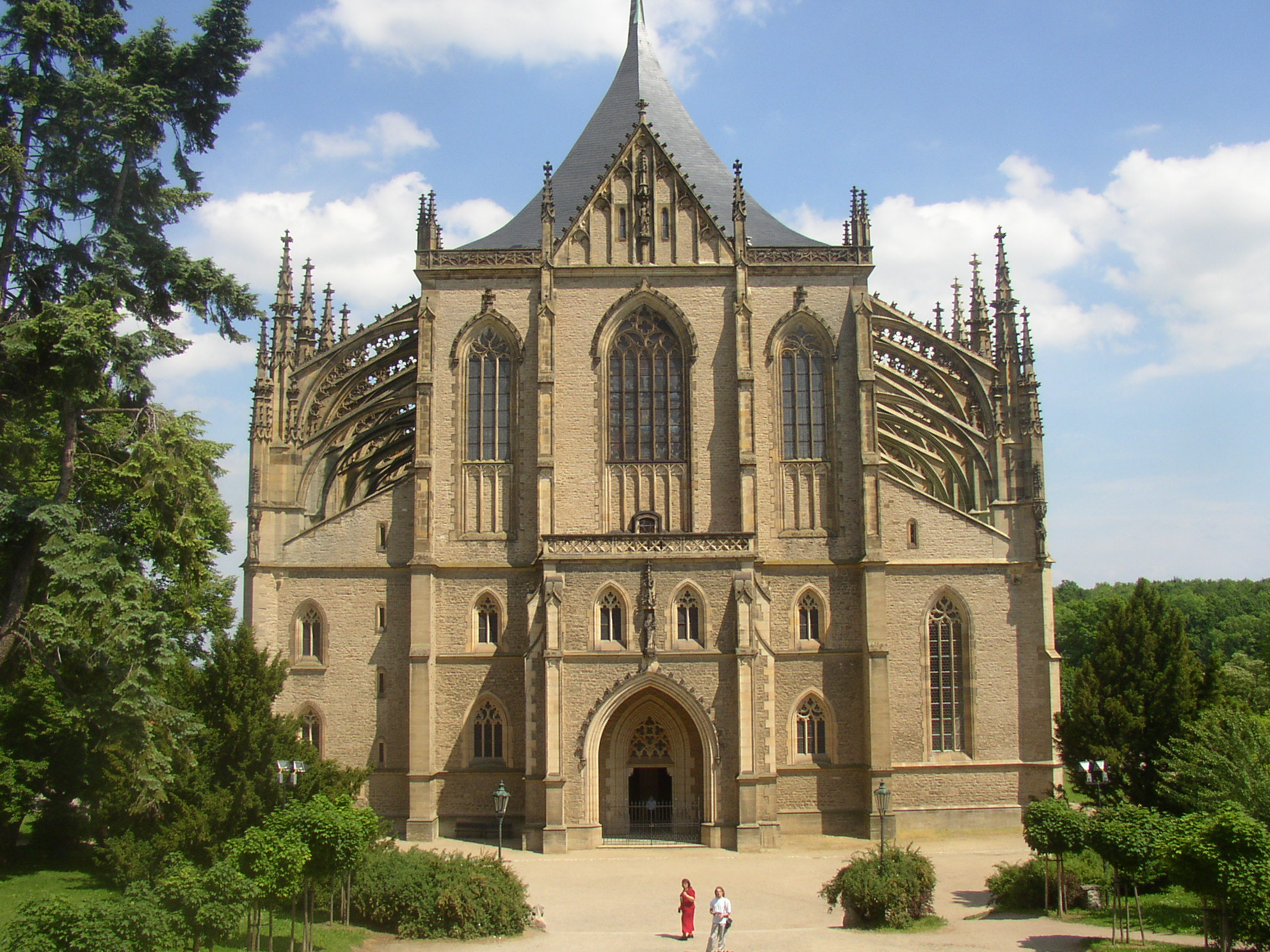
Iglesia de Santa Bárbara.
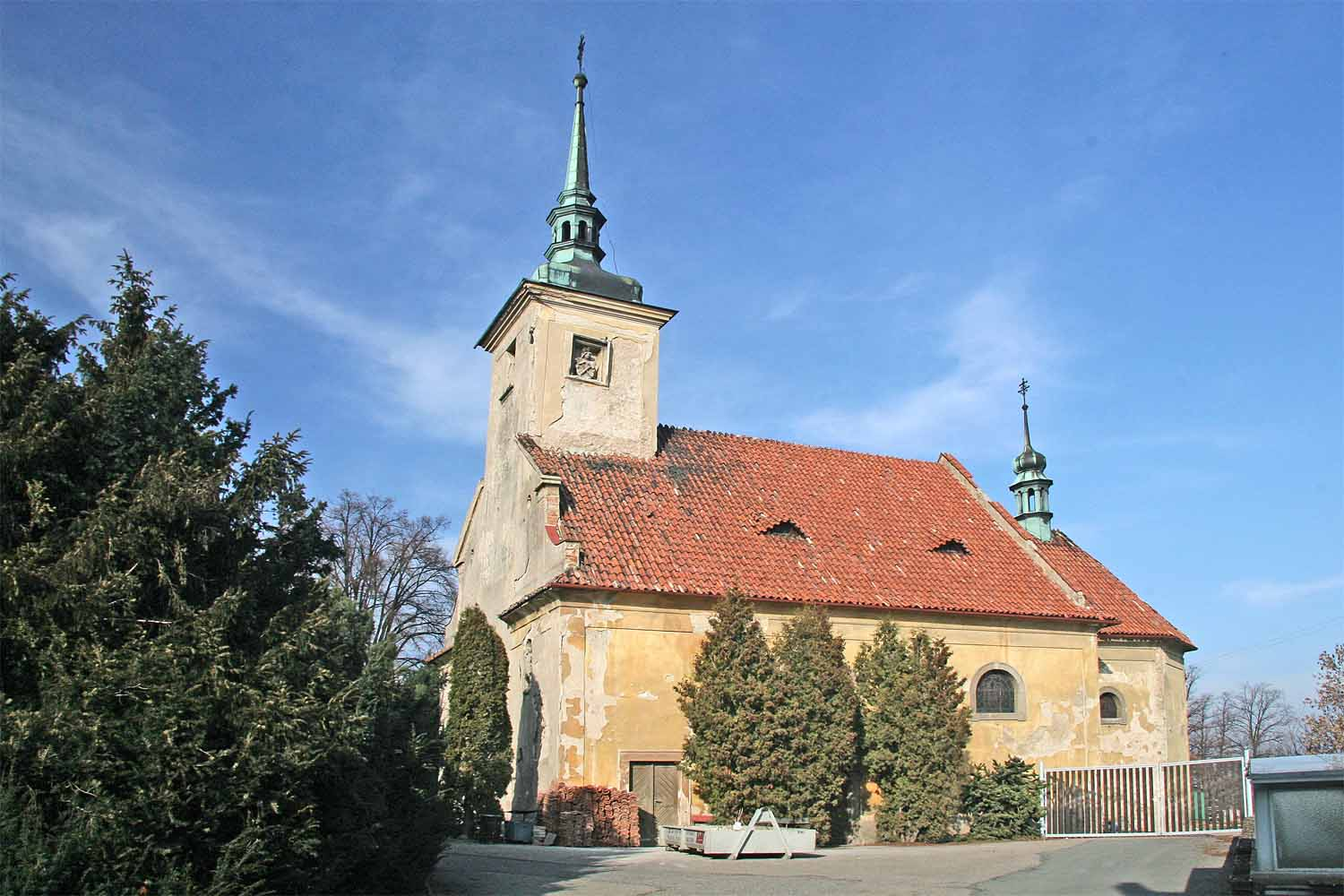
Iglesia de Todos los Santos.
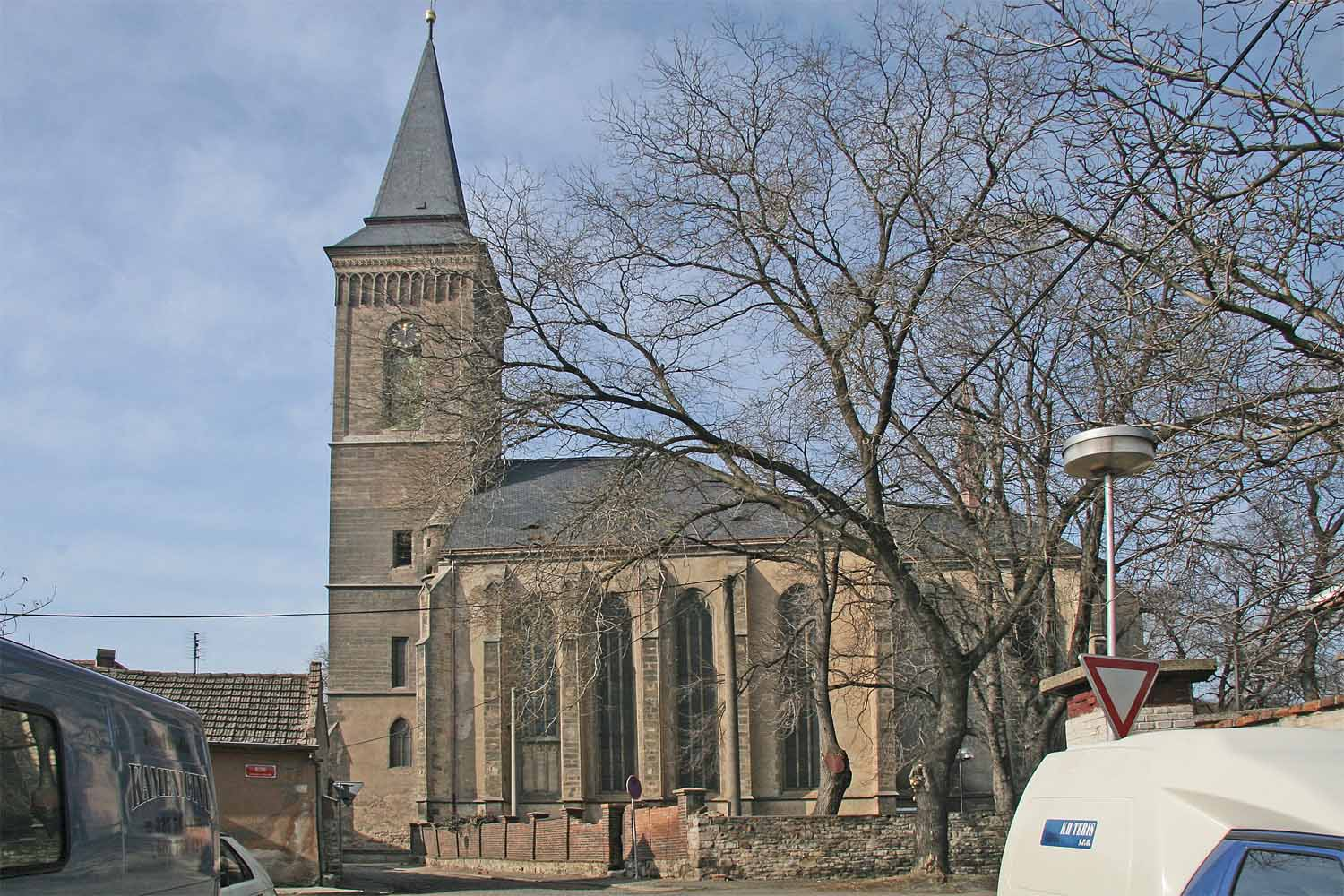
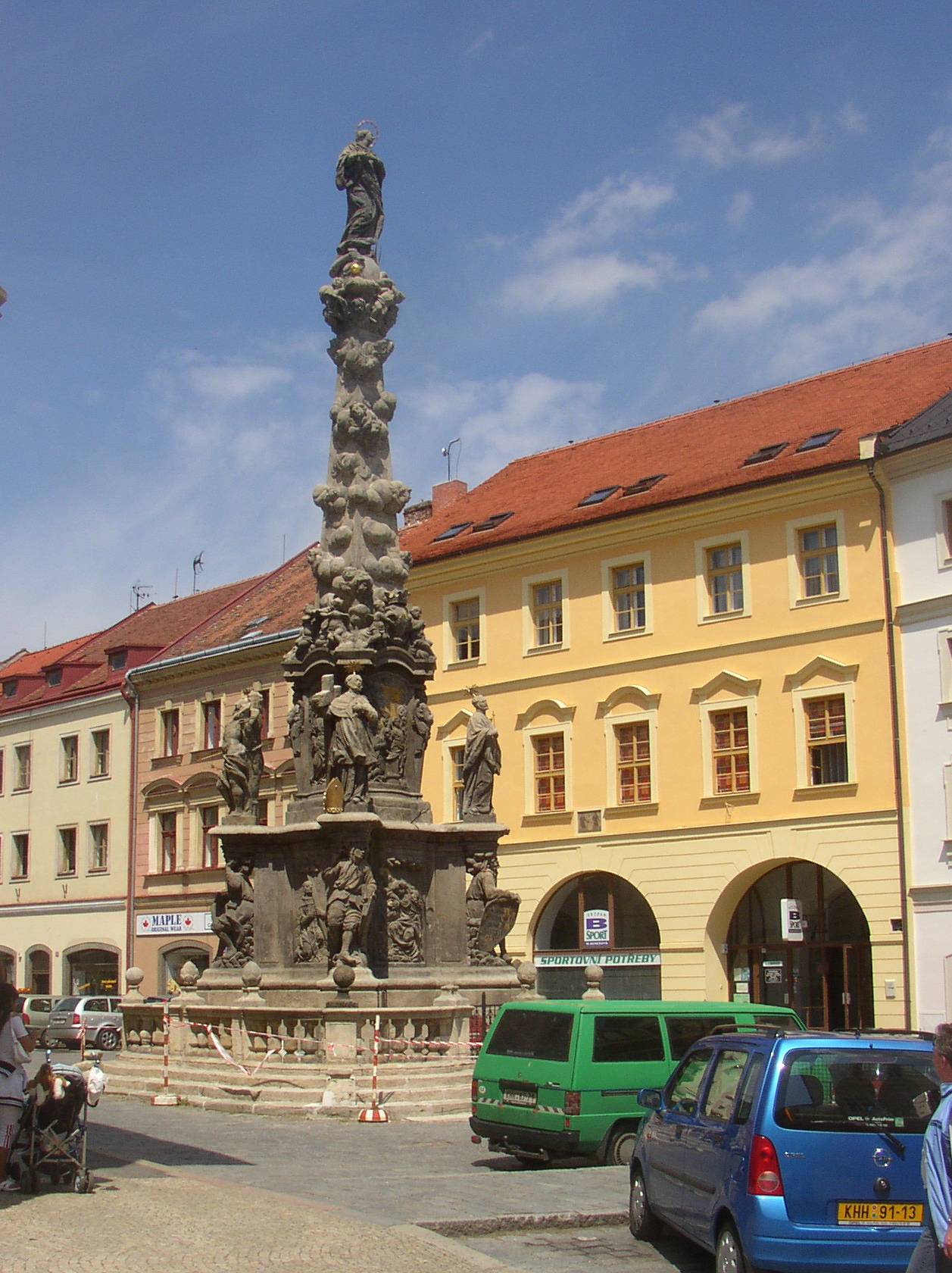
Columna votiva de la peste.
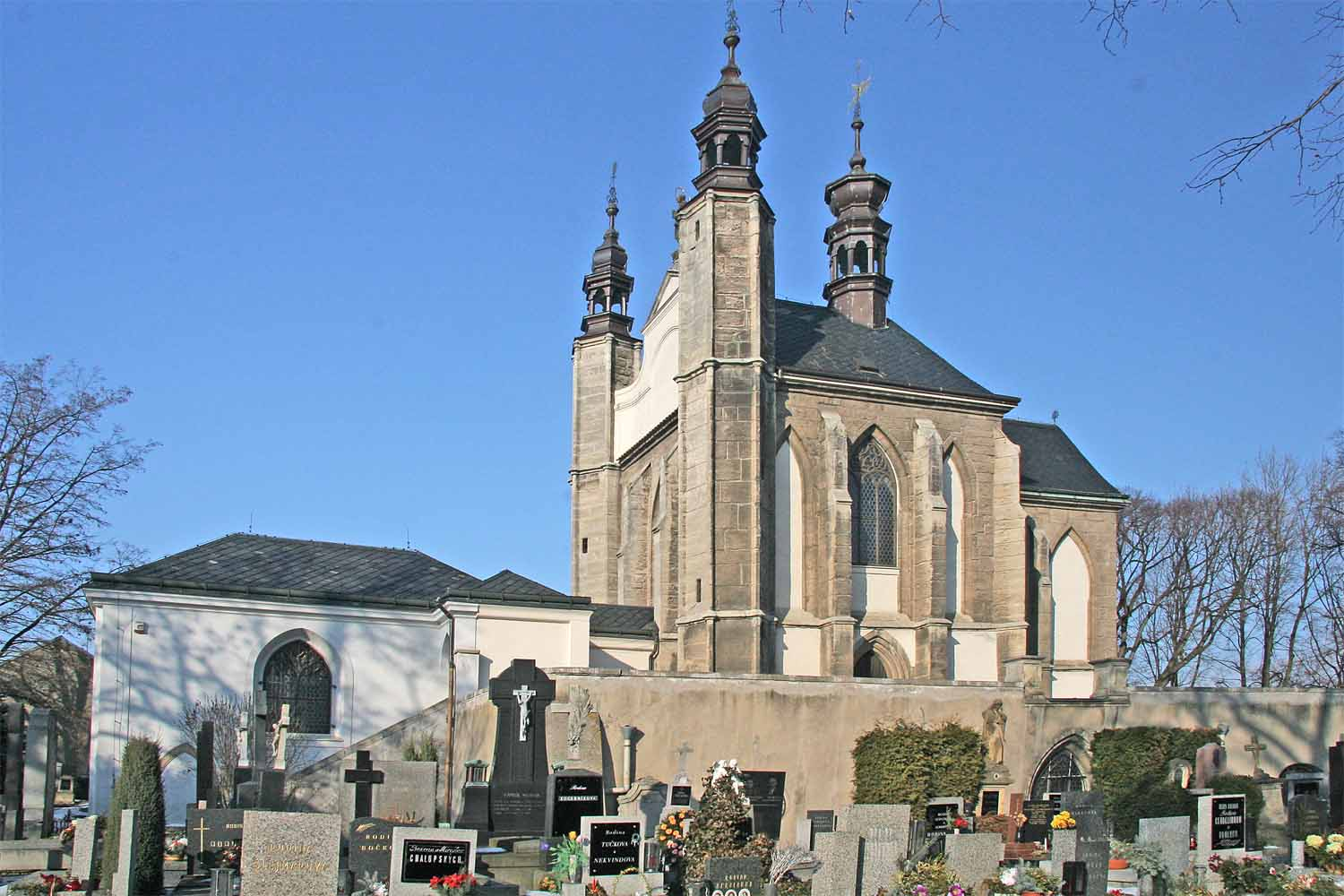
Capilla Funeraria de Todos los Santos de Sedlec.
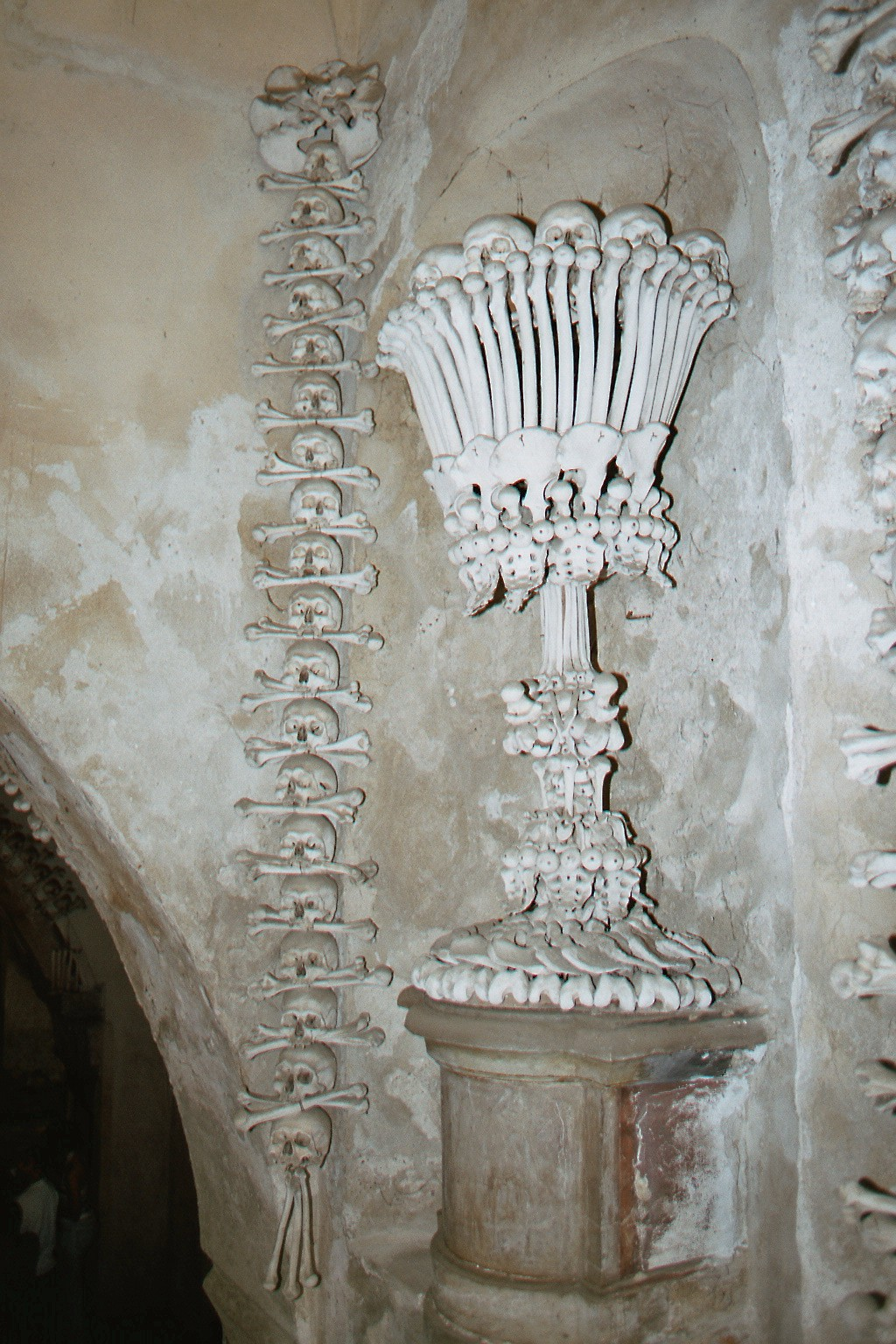
Entrada de la Capilla Funeraria de Todos los Santos de Sedlec.
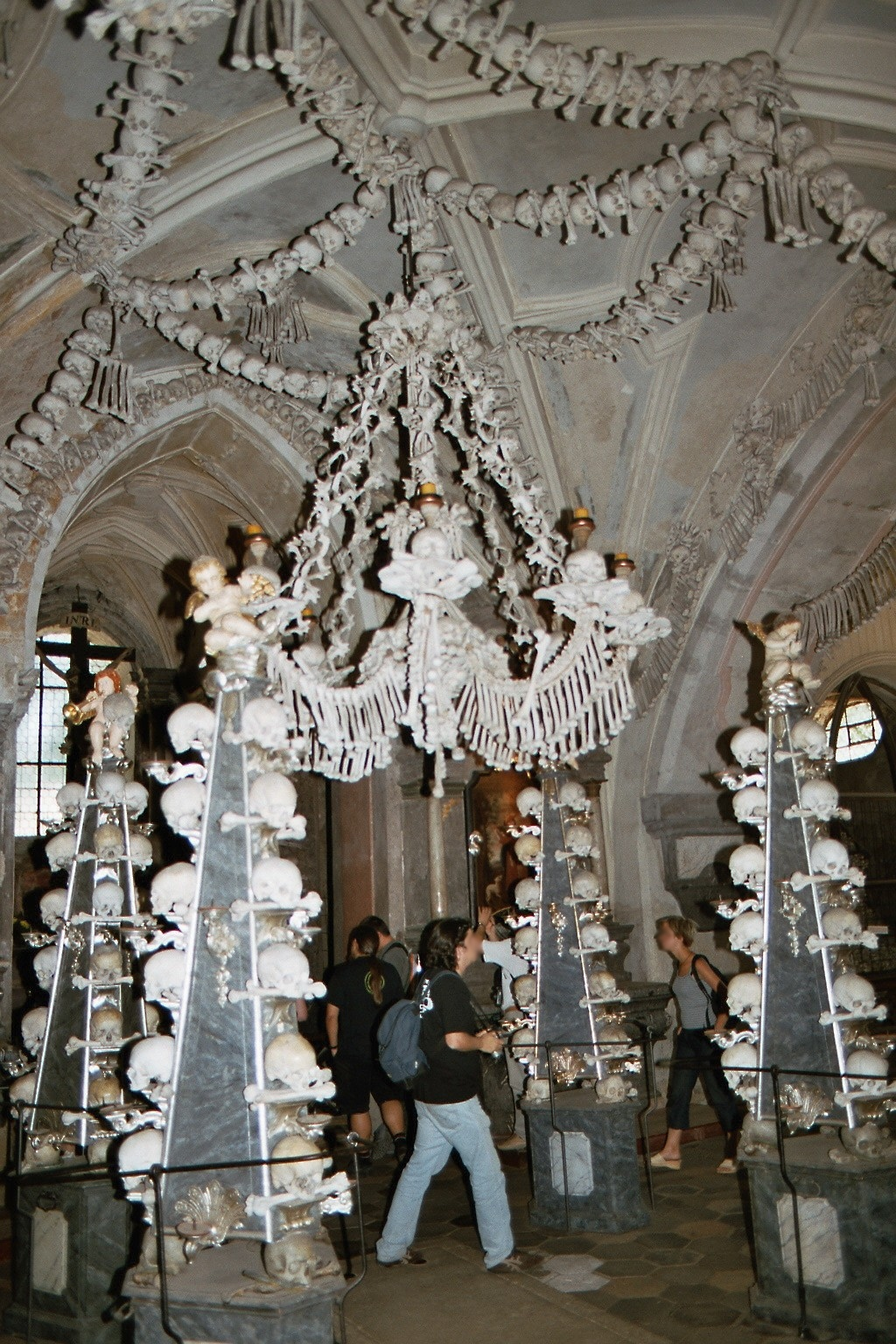
Interior de la Capilla Funeraria de Todos los Santos de Sedlec.
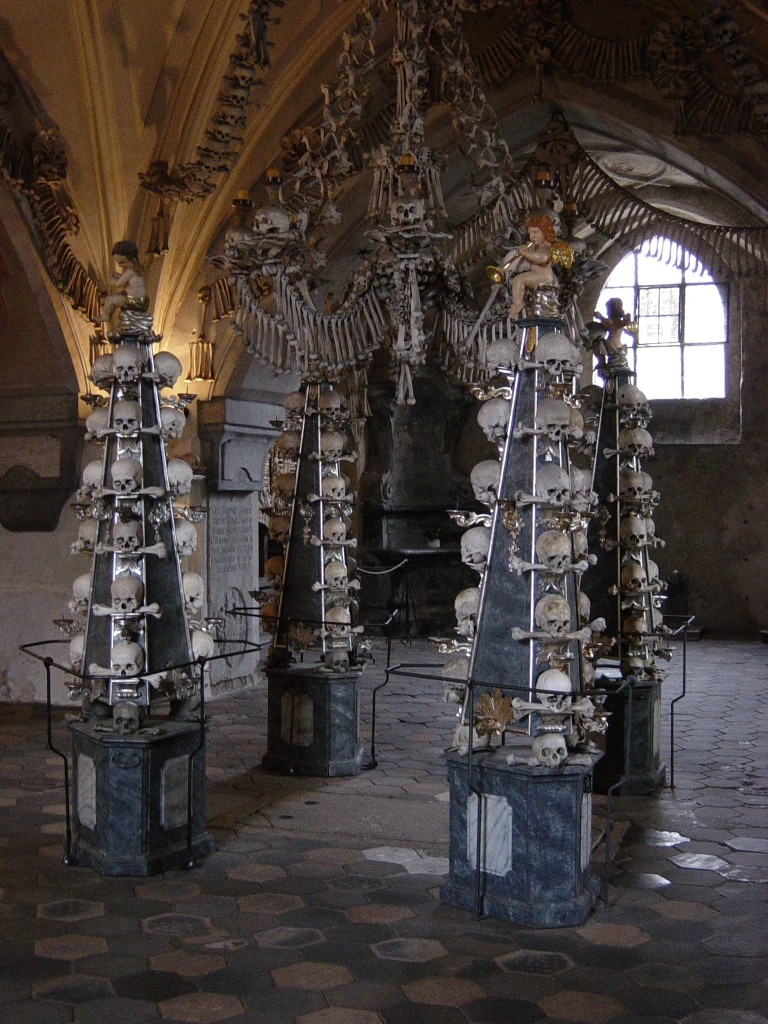
Interior de la Capilla Funeraria de Todos los Santos de Sedlec.
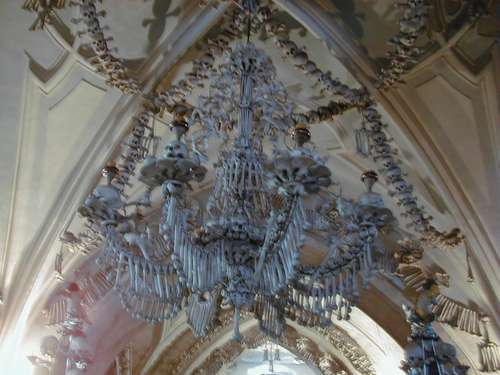
Candelabro de huesos humanos en la Capilla Funeraria de Todos los Santos de Sedlec.
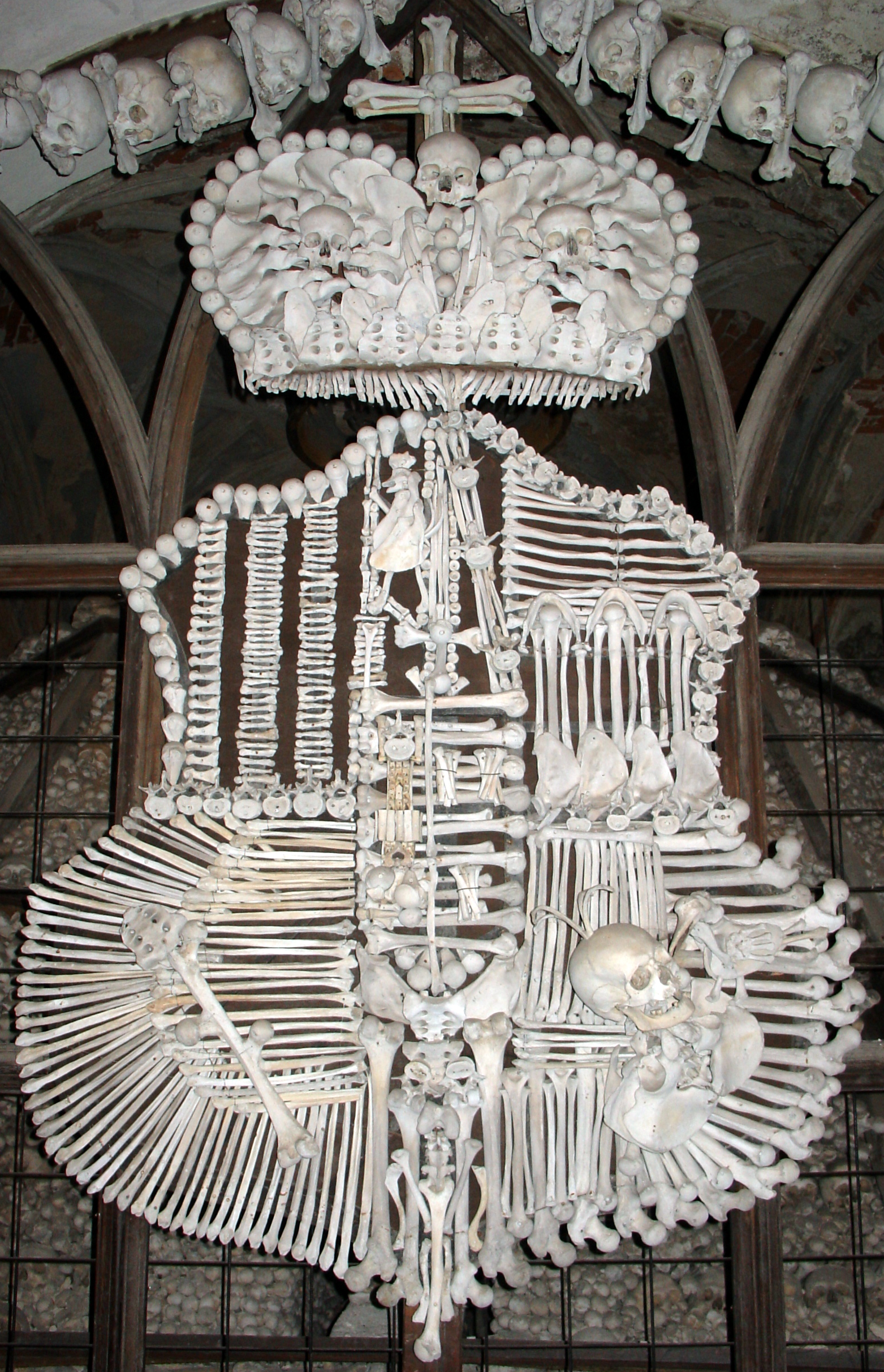
Escudo de los Schwartzenberg.
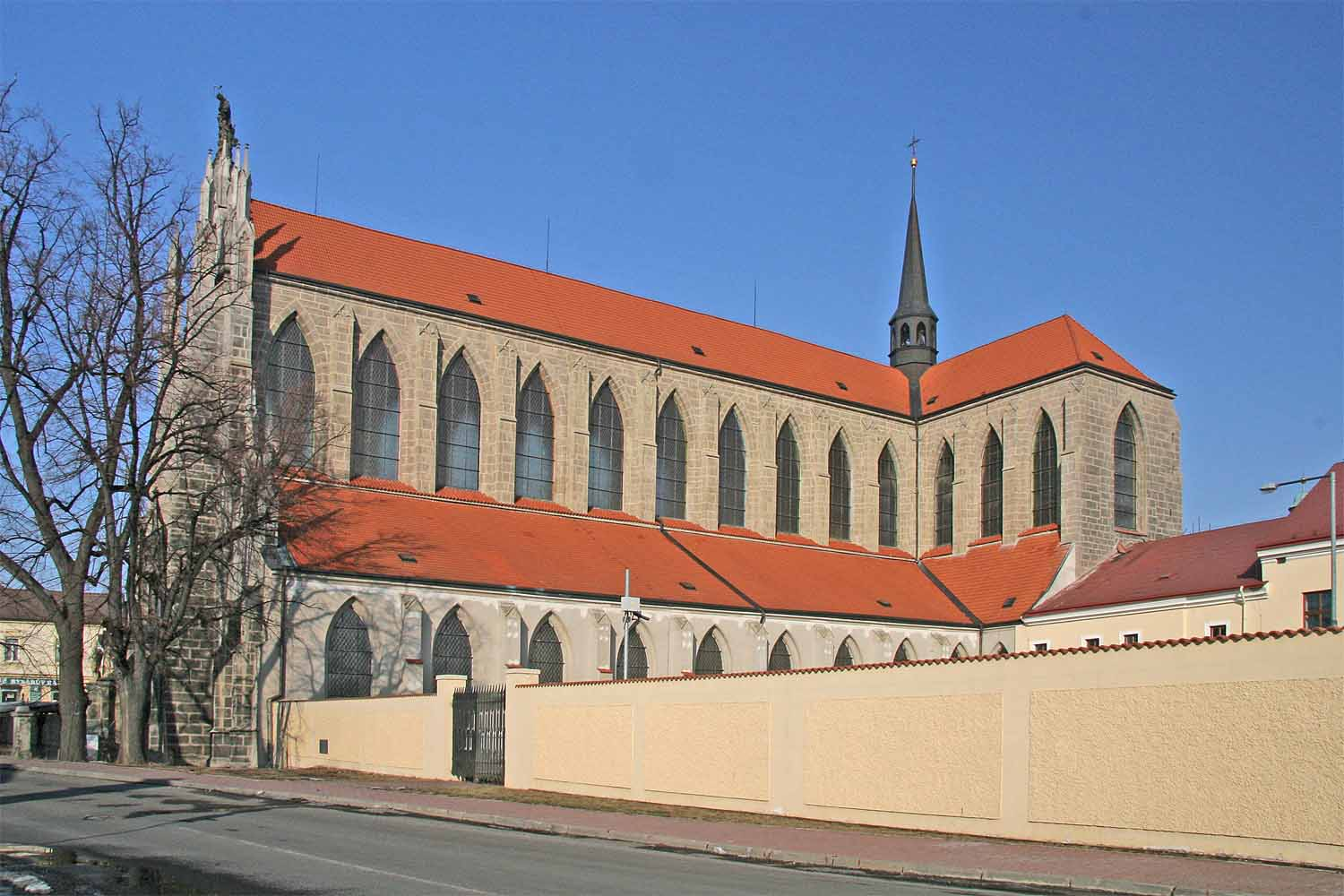
Catedral de la Ascensión de Nuestra Señora en Sedlec.

## Ciudades hermanadas
Kutná Hora mantiene un hermanamiento de ciudades con:
- Bingen am Rhein (Alemania)
- Eger (Hungría)
- Fidenza (Italia)
- Kamianets-Podilskyi (Ucrania)
- Kremnica (Eslovaquia)
- Reims (Francia)
- Ringsted (Dinamarca)
- Stamford (Reino Unido)
- Tarnowskie Góry (Polonia)